# Efi Ejtam
Efi Ejtam, Efrajim Ejtam (hebr. אפרים (אפי) איתם, ang. Effi Eitam, ur. 25 lipca 1952) – izraelski wojskowy i polityk  religijno-syjonistyczny. Generał brygady (rezerwy) izraelskich sił zbrojnych, bohater wojenny odznaczony Medalem Honoru za udział w wojnie Jom Kipur. W 2002 minister bez teki, w latach 2002–2003 minister infrastruktury narodowej, w latach 2003–2004 minister budownictwa i mieszkalnictwa, w latach 2003–2009 poseł do Knesetu, były lider Narodowej Partii Religijnej (Mafdal).

## Życiorys
Urodzony w 1952 roku w kibucu En Gew i otrzymawszy świeckie wykształcenie, Ejtam wstąpił do armii i wkrótce został oficerem. W czasie swojej służby stał się ortodoksyjnym Żydem. Ukończył studia z nauk politycznych i stosunków międzynarodowych. Jest żonaty, ma ósemkę dzieci.

### Kariera wojskowa
W Siłach Obronnych Izraela służył w latach 1971-2001. W czasie wojny Jom Kipur, 7 października 1973, Eitam i jego sierżant zatrzymali syryjskie czołgi przed penetracją przez nie miasta Nafah, położonego na Wgórzach Golan, używając tylko 3 pocisków z Bazooki i ciężkiego karabinu maszynowego. Następnie uratowali rannych z Nafah.
Był dowódcą oddziału Golani podczas operacji uwolnienia zakładników w Entebbe, dowódcą batalionu piechoty podczas operacji Litani (inwazja Izraela na
Liban w 1978), dowódcą szkoły oficerskiej w trakcie operacji Pokój dla Galilei w 1982, dowodził też brygadą Giwati w czasie pierwszej Intifady. Służbę wojskową zakończył w stopniu allufa.

### Stanowiska ministerialne w rządach Szarona
Po odejściu z czynnej służby, Ejtam – jeden z najwyższych oficerów, będących ortodoksyjnymi Żydami – typowany był na lidera ruchu religijnego syjonizmu. Jego poglądy postrzegane są jako bardzo „jastrzębie” i zdecydowane. Jest im wierny i niechętny wszelkim kompromisom. Często krytykowany przez lewą stronę izraelskiej sceny politycznej, oskarżającą go nawet o mesjanistyczne ciągoty. często przytacza się jedną z jego wypowiedzi: „Mam marzenie prowadzenia wszystkich Izraelczyków. Myślę, że jest to moje przeznaczenie.”
W 2002 roku przyłączył się do Narodowej Partii Religijnej i został wybrany jej przywódcą. Wkrótce potem Ejtam i Mafdal weszli w skład pierwszego rządu Ariela Szarona i zachęcali go do zintensyfikowania działań antyterrorystycznych. Śmierć 135 Izraelczyków w palestyńskich samobójczych atakach zmusiły Szarona do zarządzenia realizacji operacji Ochronna Tarcza. W jej wyniku zginęło 29 żołnierzy izraelskich i ponad 50 Palestyńczyków, doprowadziła do załamania się tzw. intifady Al-Aksa.
W marcu 2003 r. zgodził się przyłączyć do drugiego rządu Szarona, w skład którego wszedł Likud, Szinui i Mafdal, na następujących warunkach: twarda postawa względem Palestyńczyków, używanie wojska w operacjach antyterrorystycznych, wspieranie planu mapy drogowej, ale pod warunkiem iż Palestyńczycy zastąpią Jasera Arafata demokratycznie wybranym premierem, wspieranie budowy bariery oddzielającej Izrael od Zachodniego Brzegu, ale pod warunkiem objęcia przez nie głównych osiedli żydowskich, znalezienie rozwiązania dla ludzi, którzy nie mogą wejść w związek małżeński zgodnie z prawem religijnym (wprowadzenie instytucji zbliżonej do małżeństwa cywilnego), wcielenie do wojska ultraortodoksyjnych Żydów, utrzymanie żydowskiego charakteru państwa, zobowiązanie się Szinui, iż będzie dążyło do kompromisu z Mafdalem w sprawach państwowych i religijnych.
Po ujawnieniu przez Szarona jego planu wycofania ze Strefy Gazy w 2004 roku, Ejtam i Jicchak Lewi wyszli z rządu na znak protestu.

W październiku 2005 sprzeciwił się wyrokowi izraelskiego Sądu Najwyższego, który karał armię izraelską za używanie Palestyńczyków jako żywych tarczy. Twierdził m.in. 
Sędziowie Sądu Najwyższego zademonstrowali dzisiaj, iż ich łaska dla okrutnych spowoduje okrucieństwo dla łaskawych i wystawi [izraelskich] żołnierzy na jeszcze większe niebezpieczeństwo.

#### Ejtam vs. Orlew
Swego czasu głośny był konflikt wewnątrzpartyjny pomiędzy Ejtamem a Zewulunem Orlewem. Ten drugi postrzegany był jako lider frakcji pragmatycznej w Mafdalu, w przeciwieństwie do Ejtama, zwolennika twardego stanowiska i nie zmieniającego swoich poglądów i przekonań. Orlew oskarżał Ejtama o skupianie się tylko na kwestii osadnictwa, a ten odwdzięczał mu się posądzeniami o niewypełnianie obowiązków religijnych, brak wsparcia dla osadników z Gush Katif i brak chęci dla rozwiązania problemów socjoekonomicznych. Ejtam miał zwłaszcza pretensje do Orlewa o pozostanie w rządzie Szarona, nazywając go „Meimadnikiem” (członkiem ugrupowania lewicowego Żydów religijnych Meimad) i „uzależnionym od stołka”. Orlew odpowiedział, iż jedyną drogą do przeszkodzenia w realizacji planu Szarona jest pozostanie w rządzie i próby dokonania tego „od środka”. Jednocześnie zwracał uwagę na konieczność ochrony innych interesów Mafdalu, takich jak edukacja religijna czy usługi. Jednocześnie podkreślał konieczność przeciwstawiania się skrajnie nacjonalistycznym i mesjanistycznym poglądom Ejtama. Wkrótce potem jednak ministrowie z Narodowej Partii Religijnej również opuścili rząd Szarona.

#### Izraelska Unia Narodowa
W 2004 r. Ejtam i Lewi opuścili gabinet, ale Narodowa Partia Religijna odmówiła wyjścia z rządu. Eitam i Lewi zrezygnowali więc z członkostwa w Mafdalu i założyli „Odnowioną Partię Narodowo-Syjonistyczną”. W 2005 ugrupowanie to przyłączyło się do Unię Narodową – listę ugrupowań prawicowych startujących w wyborach do Knesetu.
2 lutego 2006 Ejtam został zraniony przez policjanta na koniu, który próbował rozpędzić manifestację osadników w Ammonie, chcących nie dopuścić do zniszczenia ich domów w ramach akcji likwidacji osiedli. Akcja wkrótce zamieniła się w brutalną walkę – policja użyła pałek, w odpowiedzi na rzucanie w nią kamieni przez osadników. Ejtam próbował uspokoić obie strony, ale został uderzony w głowę pałką przez policyjnego jeźdźca. Był hospitalizowany. W efekcie oskarżył pełniącego wówczas obowiązki premiera Ehuda Olmerta o wydanie bezpośrednich rozkazów wykorzystania „brutalnej przemocy” przeciwko protestującym.
9 lutego 2006 Izraelska Unia Narodowa utworzyła wspólną listę wyborczą z Narodową Partią Religijną, byłą partią Ejtama. Ten ostatni wszedł z niej do siedemnastego Knesetu.
Na początku listopada 2008 r., po ogłoszeniu, iż nowe wybory parlamentarne odbędą się w lutym 2009 r., podjęto decyzję o połączeniu Narodowej Partii Religijnej oraz mniejszych partii – Moledetu i Tekumy. Te trzy podmioty zakończą samodzielny byt, tworząc nowe ugrupowanie prawicowe. Ejtam zdecydował jednak, że nie wejdzie w skład nowego ugrupowania i przejdzie do Likudu, w którym upatruje jedyną partię polityczną zdolną do uchronienia Izraela od koncesji terytorialnych na rzecz Arabów.
W wyborach w 2009 roku nie dostał się do Knesetu.